# (3219) Komaki
(3219) Komaki (1934 CX; 1934 AG; 1950 AF; 1978 NJ3; 1978 PU; 1984 QZ) ist ein ungefähr 16 Kilometer großer Asteroid des äußeren Hauptgürtels, der am 4. Februar 1934 vom Astronomen Karl Wilhelm Reinmuth aus dem NS-Staat an der Landessternwarte Heidelberg-Königstuhl auf dem Westgipfel des Königstuhls bei Heidelberg (IAU-Code 024) entdeckt wurde.

## Benennung
(3219) Komaki wurde nach dem japanischen Astronomen Komaki Kojiro (1903–1969) benannt, der von 1928 bis 1969 Direktor der Abteilung für Meteoriten an der Oriental Astronomical Association war. Er gründete die Kii Astronomical Society (1943), das Japan Meteor Committee (1956) und die Japan Meteor Society (1968). Zusammen mit seiner Frau Sigeyo beobachtete er mehr als 30.000 Meteore. Er übte ein starker Einfluss auf viele japanische Astronomen aus, einschließlich Syuichi Nakano (nach dem der Asteroid (3431) Nakano benannt wurde). Syuichi Nakano errechnete die Bahnparameter dieses Asteroiden und schlug die Benennung vor.